# Піріта
Піріта (рум. Pirita) — село у повіті Алба в Румунії. Адміністративно підпорядковане місту Златна.
Село розташоване на відстані 297 км на північний захід від Бухареста, 33 км на захід від Алба-Юлії, 78 км на південний захід від Клуж-Напоки.

## Населення
За даними перепису населення 2002 року у селі проживали 160 осіб, з них 159 осіб (99,4%) румунів. Рідною мовою 159 осіб (99,4%) назвали румунську.